# كاميلوت (فلم)
كاميلوت (بالإنجليزية: Camelot) هو فيلم موسيقي تم إنتاجه في الولايات المتحدة وصدر في سنة 1967.

## بطولة
- ريتشارد هاريس
- فانيسا رديغريف

### ترشيحات وجوائز
| السنة | الحدث  | الفئة               | النتيجة  |
| ----- | ------ | ------------------- | -------- |
|       | أوسكار | أفضل موسيقى تصويرية | فـــــوز |

## الميزانية والإيرادات
بلغت تكلفة إنتاج الفيلم حوالي 13 مليون دولار بينما حقق أرباحا تقدر بـ 31,102,578,14,000,000 (rentals) دولار.

## وصلات خارجية
- مقالات تستعمل روابط فنية بلا صلة مع ويكي بيانات